# Notaspidium giganteum
Notaspidium giganteum är en stekelart som beskrevs av Halstead 1991. Notaspidium giganteum ingår i släktet Notaspidium och familjen bredlårsteklar.
Artens utbredningsområde är:
- Colombia.
- Costa Rica.
- Ecuador.
- Guatemala.
- Honduras.
- Peru.
- Grenada.

Inga underarter finns listade i Catalogue of Life.